# Börje Isakson
Börje Wendel Isakson, född 26 augusti 1939 i Stockholm, är en svensk journalist och författare.
Isakson, som är son till snickare Erik Isakson och fabriksarbetare Mary Isakson, bedrev gymnasiestudier och var därefter verksam som journalist. Han var redaktionssekreterare på Motor 1961–1970, redaktionschef på Teknikens värld 1971–1975 och nyhetschef (redaktionssekreterare) på Dagens Industri sedan 1976.
Isakson har bland annat skrivit många böcker för ungdom, både historiska ungdomsromaner som till exempel Dödens sommar. Stockholms skärgård 1719 (1974) och Det nya landet (1985), en berättelse om vikingatiden, samt långserien om Dojjorna. Han blev särskilt uppmärksammad för "Fixa nåt..." "Vaddå?" (1974), som handlar om ungdomar i ett av Stockholms miljonprogramsområden och av litteraturvetaren Vivi Edström beskrivits som "en av de mest negativa bilderna från en modern förort". Isakson utgav 2009 boken Två dygn som förändrade Sverige – 1809 års revolution, som av Nättidningen Svensk Historia utsågs till Årets bok om svensk historia. 